# Municipio de Candelaria (Campeche)
El municipio de Candelaria es un municipio del estado mexicano de Campeche. La cabecera municipal es la ciudad de Candelaria.

## Toponimia
Su denominación se debe al río Candelaria, el cual recorre el municipio del mismo nombre, estando unido a otros ríos.

## Ubicación
El municipio de Candelaria se encuentra entre los paralelos 17°49′0″ y 18°30′39″ de latitud norte y los meridianos 90°14′0″ y 91°19′42″ de longitud oeste.

## Localización
Colinda al norte con el municipio de Escárcega; al sur con San Andrés de la República de Guatemala y Balancán del estado de Tabasco; al este con el municipio de Calakmul y al oeste con el municipio de Carmen.

## Extensión territorial
Comprende una extensión territorial de 20 km².

## Localidades
Localidades de más de mil habitantes:
| Código INEGI      | Localidad                 | Población (2020) |
| ----------------- | ------------------------- | ---------------- |
| 040110001         | Candelaria                | 11 121           |
| 040110041         | Benito Juárez Uno         | 1 329            |
| 040110135         | El Desengaño              | 1 257            |
| 040110342         | Miguel Hidalgo y Costilla | 1 053            |
| Otras localidades | Otras localidades         | 32 153           |
| Total municipal   | Total municipal           | 46 913           |

### Lista completa de localidades
- El Pedregal
- Benito Juárez Uno
- La Esmeralda
- El Naranjo
- Estado de México
- Miguel Alemán
- Monclova
- Nuevo Coahuila
- Pejelagarto
- Lázaro Cárdenas
- Paraíso Nuevo (nombre sugerido por Juan Ramón López, y aprobado por la mayoría de los ejidatarios)
- Corte de Pajaral
- San Juan Arroyo Las Golondrinas
- San Manuel Nuevo Canutillo
- Nuevo Relámpago
- Rio Caribe
- El Pulguero (Ignacio Zaragoza)
- EL Diamante
- Nuevo Comalcalco
- Licenciado Antonio González Curi
- El Tablón
- Las Golondrinas
- El Mamey
- Venustiano Carranza 1
- La Florida (El Cuatro)
- San Miguel
- El Pejelagarto
- Santa Rosa
- Francisco I. Madero
- El Tigre
- Tres Reyes
- Blancas Mariposa (Pueblo Nuevo)
- Alianza Productora
- El Pocito
- Delicias II
- Delicias I
- Dos Arroyos (La Paz)
- Miguel de la Madrid (El Pañuelo)
- Estrella del Sur
- El Ramonal
- Flor de Chiapas
- La Unión
- Nuevo Solidaridad
- Arrollo Julubal
- Emiliano Zapata
- Pedro Baranda
- Pablo García
- Francisco J Mujica
- La pérdida
- Nueva Esperanza
- El Desengaño
- La tigra
- El fantasma
- Vicente guerrero #1
- Guadalupe Victoria
- Balankax
- La Tómbola
- San José de las Montañas
- Nuevo Tabasco
- Balancancito
- San Rafael del Rio Caribe
- La Olla

## Orografía
La región forma parte de una planicie, la altura mínima es de 10 metros y la máxima de 100 metros sobre el nivel del mar, su superficie es plana con pendientes menores. Tiene un caudaloso río, el Candelaria.

## Hidrografía
La región está integrada al sistema hidrológico Grijalva-Usumacinta, la cual comprende la corriente del río Candelaria. El río Candelaria nace en el departamento del Petén (Guatemala), con el nombre de San Pedro, y desemboca en la Boca de Pargos, en la Laguna del Carmen.

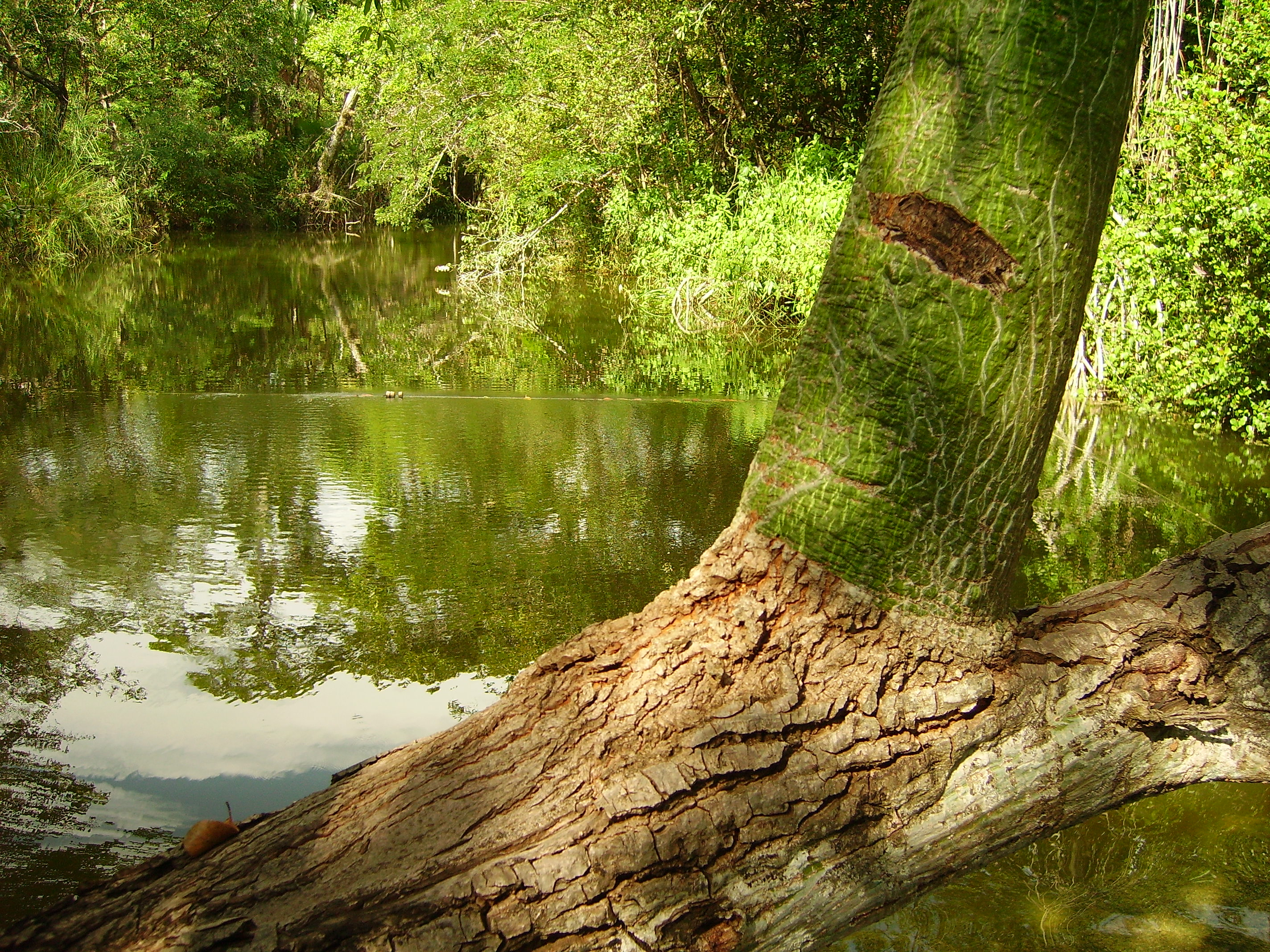
Salto Grande, Candelaria.

La longitud del río Candelaria es de 402 km. Sus afluentes principales son los ríos San Pedro y Caribe; sus subafluentes son los siguientes arroyos: Las Golondrinas, Ojo de Agua, Pejelagarto, Arroyo Negro y La Esperanza, siendo este último de una considerable extensión.
El río Candelaria forma una serie de saltos, contándose entre los principales: Salto del Muerto, Salto Grande, Salto del Toro, entre otros.

## Clima
Esta región cuenta con un clima cálido húmedo y cálido subhúmedo tropical lluvioso, con lluvias monzónicas en verano. La máxima oscilación absoluta encontrada en la temperatura anual es de 25 °C. La precipitación en la región de Candelaria es de aproximadamente 1700 mm, abarcando el periodo de mayo a diciembre, con mayor frecuencia en los meses de septiembre y octubre.

## Población
La población en la cabecera municipal es de 11,121 habitantes según el censo de población 2020.
Según el conteo de Población y Vivienda del 2005, el municipio contaba con un total de 49 850 habitantes.

## Hechos históricos
- 1879- Es fundado un anexo de la finca San Pedro, con el nombre de San Andresito (625 hectáreas). Lugar donde hoy se ubica el poblado de Candelaria.
- 1912- Gracias a los trabajos de dragado en Boca de los Pargos, desembocadura del río Candelaria, convierte a este último en la arteria principal de la producción chiclera del estado de Campeche.
- 1941- (24 de marzo) Un considerable número de habitantes convocado por Antonio Arjona González, diputado por el distrito del Carmen al Congreso del estado, se reúnen en la casa de Miguel Cambranis Pinzón y proceden a constituir la primera Junta de Mejoras Materiales. El 20 de mayo del mismo año, aparece en el periódico oficial del gobierno del estado, la publicación Núm. 7758, correspondiente a la solicitud de tierras que hicieron los habitantes de San Enrique, a fines del año de 1939, hoy Candelaria, para formar un ejido. Los beneficiados fueron 23 ejidatarios.
- 1946- Termina en la región la explotación chiclera, quedando abandonados infinidad de campamentos y equipos de trabajo. La causa que provoca la declinación de la industria del chicle fue la invención de las gomas sintéticas.
- 1950- (29 de mayo) El ferrocarril del sureste que ya estaba funcionando es inaugurado en forma oficial.
- 1963- El 19 de marzo, llegan a Candelaria procedentes de La Laguna, Coahuila, en un viaje de más de 3000 km, 504 colonos. Una pequeña avanzada había llegado en 1962. Todos estos colonos llegaron gracias a los oficios del coahuilense Francisco López Serrano, originario de Monclova, y bajo encargo del entonces presidente Adolfo López Mateos.
- 1981- Se crea la sección municipal de Candelaria, perteneciente al municipio del Carmen, mediante decreto Núm. 91 del Congreso del estado.
- 1984- El 25 de abril, por primera vez en Candelaria, se constituye en pleno el Congreso del estado para recibir la iniciativa popular de erigir a Candelaria en municipio libre.
- 1988- El día 19 de junio, por el decreto número 57 del Congreso del estado, se da a conocer la creación del municipio libre de Candelaria.
- El día 26 de junio de 2023 se declara a Candelaria Pueblo mágico.

## Escudo
El escudo del municipio de Candelaria tiene al centro un mapa del estado de Campeche en donde se ubica el río Candelaria, el cual le da nombre al municipio.
En la esquina superior izquierda se aprecia la cabeza de un toro sobre un fondo de campo de maíz, la cual representa la agricultura y la ganadería, base de la economía de la región.
En la parte central derecha se encuentra un balón, que representa varios deportes, sobre un libro abierto con los colores patrios, lo que expresa el anhelo de los candelarenses por alcanzar una mayor superación en los ámbitos deportivo y educativo.

## Atractivos turísticos
- Salto Grande
- El Tigre (yacimiento arqueológico, la antigua ciudad maya de Itzamkanac)
- Manantiales de Pedro Baranda
- Cerro de los Muertos
- Laguna La Misteriosa
- El Tambor
- Aguas Verdes
- Río Caribe
- Paradero del Tren Maya "Candelaria"
- Miguel Hidalgo y Costilla

## Hermanamientos
La ciudad de Candelaria tiene Hermanamientos con 7 ciudades alrededor del mundo:
- La Lisa, Cuba (2023)[7]
- La Habana, Cuba (2004)[8][9]
- San Andrés, Guatemala (2022)[10][11]
- San Andrés Cholula, México (2023)[12]
- Tlaquepaque, México (2023)[13]
- Balancán, México (2023)[14]
- Flores, Guatemala (2023)[7][15]